# 乙房町
乙房町（おとぼうちょう）は、宮崎県都城市の町。郵便番号は885-0112。都城市ホームページによると2021年（令和3年）6月1日時点での人口は2,717人、世帯数は1,127である。

## 地理
都城市の中央部に位置し、東は金田町・吉尾町と、南は志比田などと接する。また、域内の集落は東西に長く、東部で発展しており、南部は畑が発達している。

### 海洋・河川
- 大淀川
- 庄内川

## 交通

### 鉄道
- 日向庄内駅（JR吉都線）

### 道路
- 宮崎県道31号都城霧島公園線
- 宮崎県道45号御池都城線
- 宮崎県道108号財部庄内安久線

### バス
- 宮崎交通40〜43系統[5]

## 歴史
貞享2年に川上久隆が主君の命により、隧道を集落の西部につくり、水路が流れ、数百町歩の水田を潤したとされる。
鹿児島藩政下になると浄土真宗の信仰が禁止されたため、平田のかくれ念仏洞といった史跡が残っている。

## 学区
- 小学校は都城市立庄内小学校もしくは都城市立乙房小学校に[6]、中学校は都城市立庄内中学校に進学する[7]。

## 施設
- 都城市立乙房小学校
- 都城警察署乙房駐在所
- 乙房簡易郵便局
- 乙房発電所
- 平田のかくれ念仏洞：1974年（昭和49年）5月1日に市史跡に認定。

## 人口
都城市ホームページによると、2021年（令和3年）6月1日時点での域内の人口は以下の通りである。
| 世帯数    | 男      | 女      | 計      |
| --------- | ------- | ------- | ------- |
| 1,127世帯 | 1,293人 | 1,424人 | 2,717人 |